# Agrotis inobstrusa
Agrotis inobstrusa là một loài bướm đêm trong họ Noctuidae.